# Joachim Dirschka
Joachim Dirschka (* 6. August 1941 in Leipzig) ist ein deutscher Politiker (DDR-CDU, ab 1990 CDU). Er gehörte 1990 für wenige Monate dem Landtag von Sachsen an. Er war inoffizieller Mitarbeiter der DDR-Staatssicherheit.

## Leben
Dirschka absolvierte nach der Schule eine Lehre zum Elektroinstallateur, im Jahr 1965 folgte die Meisterprüfung. Bis zum Jahr der Wiedervereinigung 1990 arbeitete er in seinem Beruf, danach wurde er ab Oktober 1990 Geschäftsführer der Elektroinstandsetzung und Anlagen GmbH. Er war Präsident der Handwerkskammer zu Leipzig und Mitglied des Aufsichtsrates der Volksbank Leipzig. Außerdem war Dirschka Mitglied im Mitgliederbeirat der Signal Versicherung. Er gehörte zu den Neugründern der Gesellschaft Harmonie. Im März 2020 wurde er zum Vorsitzenden des Verwaltungsrates beim MDR gewählt.

## Politik
Dirschka war von 1984 bis 1989 Mitglied im Hauptvorstand der Ost-CDU und von 1989 bis 1990 im Parteivorstand der CDU. Er war Mitglied der Mittelstandsvereinigung und außerdem stellvertretender Vorsitzender des ehemaligen DDR-Bereiches. Bei der Landtagswahl im Oktober 1990 wurde er im Wahlkreis 5 (Leipzig 1) mit 35,8 % der Stimmen direkt in den Landtag von Sachsen gewählt. Er schied allerdings im Januar 1991 während der laufenden Wahlperiode bereits wieder aus, für ihn rückte der Abgeordnete Lars Rohwer nach.

## Inoffizielle Stasi-Tätigkeit
Im August 2007 wurde bekannt, dass Dirschka als Inoffizieller Mitarbeiter für das Ministerium für Staatssicherheit tätig war. Zu dieser Einstufung kommt die Birthler-Behörde, obwohl eine Verpflichtungserklärung fehlt. Laut Akte gab Dirschka „bereitwillig Auskunft“ und traf sich zwischen Februar und September 1989 mindestens sechsmal mit einem MfS-Leutnant.